# Mosquera (kommun i Cundinamarca, lat 4,69, long -74,24)
Mosquera är en kommun i Colombia.   Den ligger i departementet Cundinamarca, i den centrala delen av landet, 19 km nordväst om huvudstaden Bogotá. Antalet invånare är 63 226. Arean är 107 kvadratkilometer.
Terrängen i Mosquera är platt åt nordost, men åt sydväst är den kuperad.